# Igreja da Misericórdia de Vila Nova da Baronia
A Igreja da Misericórdia de Vila Nova da Baronia, igualmente conhecida como Igreja do Senhor dos Passos ou Capela do Senhor dos Passos, é um monumento religioso na localidade de Vila Nova da Baronia, na região do Alentejo, em Portugal. 

## Descrição
Apresenta uma planta de forma rectangular, com um corpo anexo que corresponde à antiga Casa do Despacho, onde se destaca a janela em balcão de sacada, com uma grade de motivos geométricos.
Tem uma estrutura típica de uma igreja do período filipino, com uma fachada sóbria, onde se abre um portal de moldura simples e frontão curvado, e uma luneta com moldura reticulada. Termina numa empena triangular, com uma cruz em pedra no topo. A fachada lateral é mais elaborada, possuindo contrafortes rematados por pináculos.
O interior está organizado numa só nave com capela-mor de planta rectangular, com abóbadas de berço em ambos os espaços, e duas capelas laterais Possui um guarda-vento e uma pia baptismal. O acesso à capela-mor é feito através de um arco triunfal.
No interior, é de especial interesse o conjunto de frescos seiscentistas nas abóbadas da nave e da capela-mor, que apresentam uma riqueza em termos de figuras e de motivos decorativos pouco usual na região. O repertório inclui doze medalhões retratando figuras sagradas, como santos, profetas e evangelhistas, sendo os medalhões situados no centro da abóbada da nave dedicados aos quatro evangelistas e os seus símbolos. Nos alçados da nave foram retratadas as obras de misericórdia corporais e espirituais, e na capela-mor foram pintadas várias alegorias à Paixão de Cristo.
O retábulo do altar-mor está decorado com talha dourada joanina, com um escudo real no frontão, ornamentado com palmetas e vieiras. O sacrário apresenta esculturas de um emblema solar, das chagas de Cristo e de dois anjos dourados.
Destacam-se também os altares laterais, com o crucifixo e a imagem de Nosso Senhor dos Passos, com uma pintura a óleo retratando uma paisagem em Jerusalém.

## História
A igreja foi edificada nos finais do século XVI, durante o período da União ibérica, sendo originalmente destinada à Confraria da Misericórdia de Vila Nova da Baronia. As pinturas murais no interior foram executadas ainda na época filipina, enquanto que a talha dourada já é do período de D. João V.
Foi classificada como Monumento de Interesse Público pela Portaria n.º 740-DA, de 24 de Dezembro de 2012.
Em 2021, a Câmara Municipal de Alvito lançou um programa de reabilitação urbana na área envolvente à Igreja Matriz, que também iria incluir o arruamento até à capela do Senhor dos Passos.

## Leitura recomendada
- ESPANCA, Túlio (1993). Inventário Artístico de Portugal: Distrito de Beja. Lisboa: [s.n.]
- GONÇALVES, Catarina Valença (1999). A Pintura Mural no concelho de Alvito - séculos XVI a XVII. Alvito: [s.n.]
- VALÉRIO, António João Feio (1993). Alvito: o espaço e os homens (1251 - 1640) (Tese de mestrado). Lisboa: Faculdade de Letras de Lisboa